# Liste der Monuments historiques in Bouin
Die Liste der Monuments historiques in Bouin (Vendée) führt die Monuments historiques in der französischen Gemeinde Bouin auf.

## Liste der Bauwerke
| Bezeichnung       | Beschreibung              | Standort                 | Kennzeichnung | Schutzstatus | Datum | Bild           |
| ----------------- | ------------------------- | ------------------------ | ------------- | ------------ | ----- | -------------- |
| Kirche Notre-Dame | Erbaut im 14. Jahrhundert | 1, rue des Halles (Lage) | PA00110053    | Inscrit      | 1927  | weitere Bilder |

## Liste der Objekte

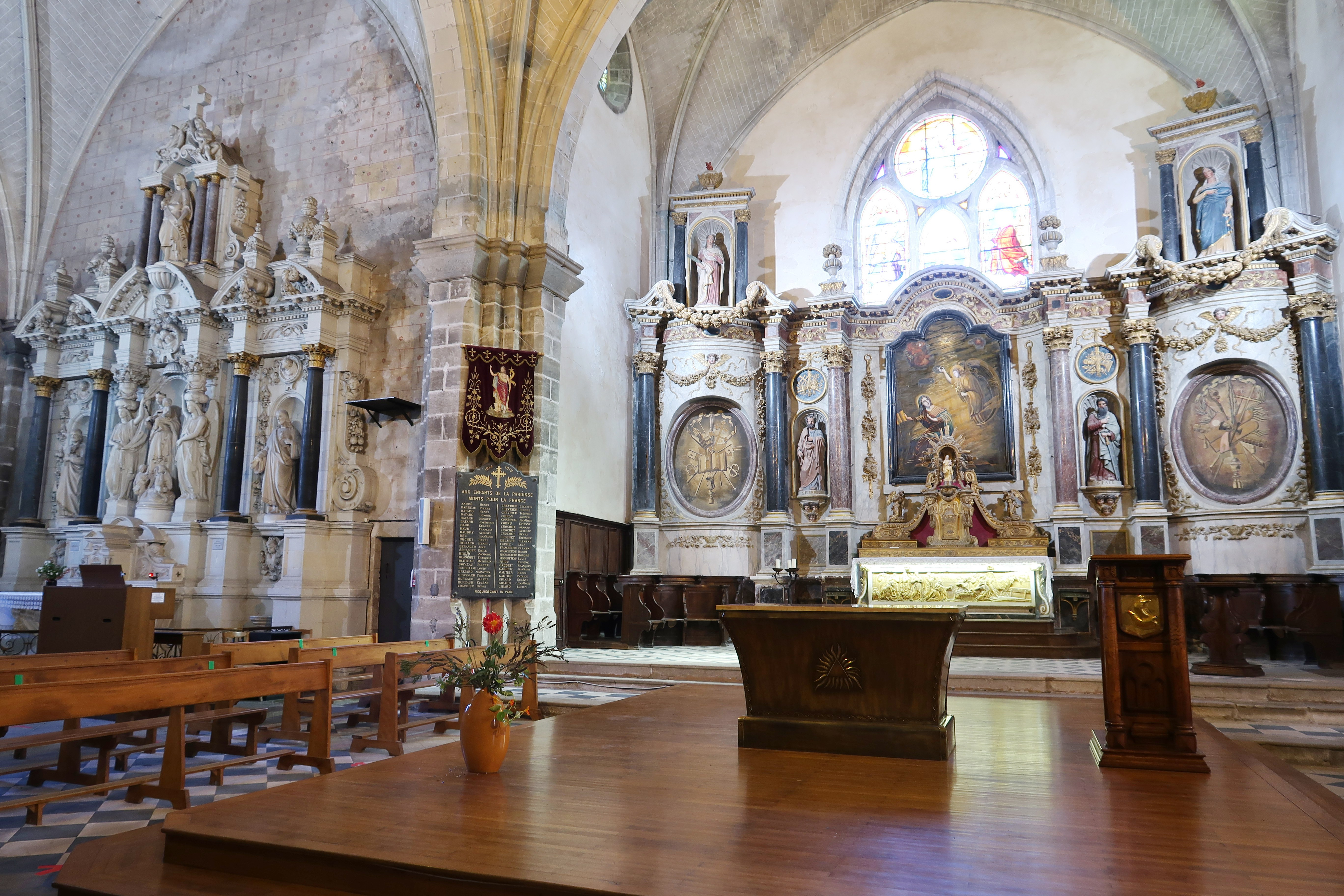
Hauptaltar und Seitenaltar der Kirche

- Monuments historiques (Objekte) in Bouin (Vendée) in der Base Palissy des französischen Kultusministeriums